# Бурмонт-антр-Мез-е-Музон
Бурмонт-антр-Мез-е-Музон (фр. Bourmont-entre-Meuse-et-Mouzon) — муніципалітет у Франції, у регіоні Гранд-Ест, департамент Верхня Марна. Бурмонт-антр-Мез-е-Музон утворено 1 червня 2016 року шляхом злиття муніципалітетів Бурмон i Ніжон. Адміністративним центром муніципалітету є Бурмон. Населення — 760 осіб (01.01.2021).

## Історія
1 січня 2019 року до Бурмонт-антр-Мез-е-Музон приєднано муніципалітет Гонкур.